# Марсейлз (Іллінойс)
Марсейлз (англ. Marseilles) — місто (англ. city) в США, в окрузі Ла-Салл штату Іллінойс. Населення — 4845 осіб (2020).

## Географія
Марсейлз розташований за координатами 41°16′35″ пн. ш. 88°40′43″ зх. д. / 41.27639° пн. ш. 88.67861° зх. д. (41.276319, -88.678665).  За даними Бюро перепису населення США в 2010 році місто мало площу 23,85 км², з яких 22,59 км² — суходіл та 1,26 км² — водойми.

## Демографія
Згідно з переписом 2010 року, у місті мешкали 5094 особи в 2045 домогосподарствах у складі 1327 родин. Густота населення становила 214 особи/км².  Було 2422 помешкання (102/км²).
Расовий склад населення:
| - 96,2 % — білих - 0,5 % — азіатів - 0,4 % — корінних американців - 0,4 % — чорних або афроамериканців - 1,4 % — осіб інших рас |

До двох чи більше рас належало 1,2 %. Частка іспаномовних становила 5,6 % від усіх жителів.
За віковим діапазоном населення розподілялося таким чином: 23,9 % — особи молодші 18 років, 61,2 % — особи у віці 18—64 років, 14,9 % — особи у віці 65 років та старші. Медіана віку мешканця становила 38,5 року. На 100 осіб жіночої статі у місті припадало 97,2 чоловіків;  на 100 жінок у віці від 18 років та старших — 95,7 чоловіків також старших 18 років.
Середній дохід на одне домашнє господарство  становив 51 840 доларів США (медіана — 37 589), а середній дохід на одну сім'ю — 62 386 доларів (медіана — 51 477). Медіана доходів становила 51 438 доларів для чоловіків та 24 459 доларів для жінок. За межею бідності перебувало 19,1 % осіб, у тому числі 28,9 % дітей у віці до 18 років та 8,5 % осіб у віці 65 років та старших.
Цивільне працевлаштоване населення становило 2011 осіб. Основні галузі зайнятості: освіта, охорона здоров'я та соціальна допомога — 19,0 %, роздрібна торгівля — 18,2 %, виробництво — 12,6 %, мистецтво, розваги та відпочинок — 12,4 %.